# 아웃로 킹
《아웃로 킹》(영어: Outlaw King)은 2018년 공개된 역사, 액션, 드라마 영화이다. 데이비드 매켄지가 감독과 공동각본을 맡았다. 스코틀랜드의 왕 로버트 1세의 이야기를 다룬 작품이다. 2018 토론토 국제 영화제에서 전세계 최초 상영되었으며, 2018년 11월 9일 넷플릭스를 통해 공개되었다.

## 출연

### 주연
- 크리스 파인 - 로버트 더 브루스
- 에런 테일러존슨 - 더글러스 경 제임스 더글러스
- 스티븐 딜레인 - 잉글랜드의 에드워드 1세

### 조연
- 플로렌스 퓨 - 엘리자베스 드 버러
- 제임스 코스모
- 토니 커렌
- 칼란 멀베이
- 던칸 라크로익스
- 샘 스프루엘
- 제이미 실브스
- 앨리스테어 맥켄지
- 제이미 미치
- 스티븐 크리
- 맷 스토코
- 빌리 하울
- 론 맥페이디엔
- 조나단 필립스
- 로빈 레잉

## 기타
- 총괄프로듀서: 스탠 울로드코브스키